# Canton de Tremblay-en-France
Le canton de Tremblay-en-France est une circonscription électorale française située dans le département de la Seine-Saint-Denis et la région Île-de-France.
À la suite du redécoupage cantonal de 2014, les limites territoriales du canton sont remaniées et le nombre de communes du canton passe de une à quatre.

## Géographie
Le canton de Tremblay-en-France est une circonscription électorale française située la partie nord-est de la Seine-Saint-Denis et est limitrophe des départements du Val-d'Oise, au nord, et de la Seine-et-Marne, à l'est. Il recouvre une partie du pays de France et une partie du pays d'Aulnoye. Des restes de la forêt de Bondy subsistent sur les territoires des quatre communes qui le composent. Une partie de l'aéroport de Paris-Charles de Gaulle se situe sur la commune de Tremblay-en-France.

## Histoire
Le canton a été recréé sous le nom de canton de Tremblay-lès-Gonesse  par le décret du 20 juillet 1967, lors de la constitution du département de la Seine-Saint-Denis, et renommé en 1989 canton de Tremblay-en-France. Il comprenait les communes de Tremblay-en-France et de Villepinte.
La commune de Villepinte en a été extraite lors du redécoupage cantonal de 1976, afin de créer le canton de Villepinte, qui ne comprenait que cette commune.
Un nouveau découpage territorial de la Seine-Saint-Denis entre en vigueur à l'occasion des premières élections départementales suivant le décret du 21 février 2014. Les conseillers départementaux sont, à compter de ces élections, élus au scrutin majoritaire binominal mixte. Les électeurs de chaque canton élisent au Conseil départemental, nouvelle appellation du Conseil général, deux membres de sexe différent, qui se présentent en binôme de candidats. Les conseillers départementaux sont élus pour 6 ans au scrutin binominal majoritaire à deux tours, l'accès au second tour nécessitant 12,5 % des inscrits au 1er tour. En outre, la totalité des conseillers départementaux est renouvelée. Ce nouveau mode de scrutin nécessite un redécoupage des cantons dont le nombre est divisé par deux avec arrondi à l'unité impaire supérieure si ce nombre n'est pas entier impair, assorti de conditions de seuils minimaux. En Seine-Saint-Denis, le nombre de cantons passe ainsi de 40 à 21.
Dans ce cadre, le nouveau canton de Tremblay-en-France regroupe, à partir des élections départementales de mars 2015, les communes de Coubron, Montfermeil, Tremblay-en-France et Vaujours. L'ancien canton de Montfermeil (dont le dernier conseiller général était Raymond Coënne [UMP], maire de Coubron de 1990 à 2014) a été supprimé.

## Représentation

### Représentation avant 2015
| Période | Période          | Identité          | Étiquette     | Qualité |
| ------- | ---------------- | ----------------- | ------------- | --- |
| 1967    | 1998 (démission) | Georges Prudhomme | PCF           | Ouvrier ajusteur Maire de Tremblay-en-France (1964-1991) Conseiller général de Seine-et-Oise (1964 → 1967) Démissionnaire |
| 1998    | 2015             | Pierre Laporte    | PCF puis FASE | Cadre territorial Conseiller municipal de Tremblay-en-France Vice-président du Conseil général                            |

### Représentation depuis 2015
| Période élective | Période élective | Mandat | Mandat   | Identité         | Nuance | Nuance | Qualité |
| ---------------- | ---------------- | ------ | -------- | ---------------- | ------ | ------ | --- |
| 2015             | 2021             | 2015   | 2021     | Dominique Dellac |        | PCF    | Directrice conseil en communication Présidente du Comité départemental du tourisme Conseillère municipale de Montfermeil      |
| 2015             | 2021             | 2015   | 2021     | Pierre Laporte   |        | FG     | Conseiller municipal de Tremblay-en-France Conseiller général (1998 → 2015) Vice président du conseil départemental (2015 → ) |
| 2021             | 2028             | 2021   | en cours | Dominique Dellac |        | PCF    | Conseillère sortante |
| 2021             | 2028             | 2021   | en cours | Pierre Laporte   |        | LFI    | Conseiller sortant |

### Résultats détaillés

#### Élections de mars 2015
À l'issue du 1er tour des élections départementales de 2015, deux binômes sont en ballottage : Jordan Bardella et Christine Prus (FN, 30,33 %) et Dominique Dellac et Pierre Laporte (FG, 29,38 %). Le taux de participation est de 39,74 % (16 257 votants sur 40 910 inscrits) contre 36,83 % au niveau départemental et 50,17 % au niveau national.
Au second tour, Dominique Dellac et Pierre Laporte (FG) sont élus avec 58,96 % des suffrages exprimés et un taux de participation de 43,41 % (9 725 voix pour 17 758 votants et 40 911 inscrits).

#### Élections de juin 2021
Le premier tour des élections départementales de 2021 est marqué par un très faible taux de participation (33,26 % au niveau national). Dans le canton de Tremblay-en-France, ce taux de participation est de 21,87 % (9 081 votants sur 41 524 inscrits) contre 24,35 % au niveau départemental. À l'issue de ce premier tour, deux binômes sont en ballottage : Dominique Dellac et Pierre Laporte (Union à gauche avec des écologistes, 38,7 %) et Lynda Ait Mesghat et Xavier Lemoine (Union à droite, 35,21 %).
Le second tour des élections est marqué une nouvelle fois par une abstention massive équivalente au premier tour. Les taux de participation sont de 34,36 % au niveau national, 26,47 % dans le département et 25,8 % dans le canton de Tremblay-en-France. Dominique Dellac et Pierre Laporte (Union à gauche avec des écologistes) sont élus avec 52,85 % des suffrages exprimés (5 325 voix pour 10 718 votants et 41 543 inscrits),,. 

## Composition

### Composition de 1967 à 1976
Le canton comptait deux communes.
- Tremblay-en-France (chef-lieu)
- Villepinte

### Composition de 1976 à 2015
Le canton comptait une commune.
| Nom                            | Code Insee | Codepostal | Superficie (km2) | Population (dernière pop. légale) | Densité (hab./km2) |
| ------------------------------ | ---------- | ---------- | ---------------- | --------------------------------- | ------------------ |
| Tremblay-en-France (chef-lieu) | 93073      | 93290      | 22,44            | 34 081 (2012)                     | 1 519              |

### Composition depuis 2015
Le canton de Tremblay-en-France regroupe désormais quatre communes entières.
| Nom                                        | Code Insee | Intercommunalité         | Superficie (km2) | Population (dernière pop. légale) | Densité (hab./km2) | Modifier                                    |
| ------------------------------------------ | ---------- | ------------------------ | ---------------- | --------------------------------- | ------------------ | ------------------------------------------- |
| Tremblay-en-France (bureau centralisateur) | 93073      | Métropole du Grand Paris | 22,44            | 38 210 (2022)                     | 1 703              | modifier les données · modifier les données |
| Coubron                                    | 93015      | Métropole du Grand Paris | 4,14             | 5 156 (2022)                      | 1 245              | modifier les données · modifier les données |
| Montfermeil                                | 93047      | Métropole du Grand Paris | 5,45             | 28 257 (2022)                     | 5 185              | modifier les données · modifier les données |
| Vaujours                                   | 93074      | Métropole du Grand Paris | 3,78             | 7 743 (2022)                      | 2 048              | modifier les données · modifier les données |
| Canton de Tremblay-en-France               | 9320       |                          | 35,81            | 79 366 (2022)                     | 2 216              | modifier les données                        |

## Démographie

### Démographie avant 2015
| 1990   | 1999   | 2006   | 2011   | 2012   |
| ------ | ------ | ------ | ------ | ------ |
| 31 385 | 33 885 | 35 340 | 34 452 | 34 081 |

### Démographie depuis 2015
En 2022, le canton comptait 79 366 habitants, en évolution de +7,9 % par rapport à 2016 (Seine-Saint-Denis : +4,67 %, France hors Mayotte : +2,11 %).
| 2013   | 2018   | 2022   |
| ------ | ------ | ------ |
| 72 100 | 75 300 | 79 366 |